# Gephyroctenus philodromoides
Espèce
Gephyroctenus philodromoides est une espèce d'araignées aranéomorphes de la famille des Ctenidae.

## Distribution
Cette espèce se rencontre au Brésil dans les États du Paraná, de São Paulo, de Bahia et d'Amazonas et au Pérou dans la région de Loreto,.

## Description
Les mâles mesurent de 4,80 à 5,00 mm et les femelles de 5,00 à 5,60 mm.

## Publication originale
- Mello-Leitão, 1936 : Contribution à l'étude des Ctenides du Brésil. Festschrift für Strand, vol. 1, p. 1-31.